# Shinnosuke Tokuda
Shinnosuke Tokuda (徳田新之介?, Tokuda Shinnosuke; Iwakuni, 6 dicembre 1995) è un pallamanista giapponese,.